# Idschāza
Idschāza (arabisch إجازة, DMG iǧāza) ist ein Begriff aus dem islamischen Unterrichtswesen, der ursprünglich die Autorisierung eines Schülers durch seinen Lehrer für die Weitervermittlung eines Textes, Buches oder einer Lehrtradition bezeichnet.

## In Deutschland
In Deutschland bezeichnet sie die Beauftragung zur Erteilung des islamischen Religionsunterrichts an öffentlichen Schulen nach Art. 7 III 2 GG.
Immer mehr Länder der Bundesrepublik Deutschland sind bestrebt, auch den muslimischen Schülerinnen und Schülern einen Religionsunterricht nach den Grundsätzen ihres Glaubens anzubieten. 

### Nordrhein-Westfalen
Am 22. Dezember 2011 wurde vom Landtag Nordrhein-Westfalen das Gesetz zur Einführung von Islamischem Religionsunterricht als ordentliches Lehrfach (7. Schulrechtsänderungsgesetz) erlassen.

#### Voraussetzungen
Bewerberinnen und Bewerbern wird die Erlaubnis zur Erteilung des Islamischen Unterrichts beim Vorliegen der folgenden Voraussetzungen durch den im § 132 a, Abs. 4 bis 7 erwähnten Beirat erteilt:
- Bekenntnis zum Islam
- erfolgreicher Abschluss eines Lehramtsstudiums im Fach Islamische Religionspädagogik oder die Verpflichtung, an Fortbildungsmaßnahmen, die fachdidaktische und/oder religionspädagogische Kompetenzen vermitteln, teilzunehmen
- Versprechen, den Religionsunterricht in Übereinstimmung mit der islamischen Lehre zu erteilen
- Beachtung der Grundsätze des Islam in der persönlichen Lebensführung
- Bescheinigung der Moscheegemeinde über die Teilnahme am Gemeindeleben
- Erklärung zu einer Zusammenarbeit mit einer Moscheegemeinde in Bezug auf den Islamischen Religionsunterricht
- Bereitschaft, an Weiter- und Fortbildungen teilzunehmen
- Zustimmung von 75 % der Beiratsmitglieder

#### Antrag
Der Antrag der Bewerberin bzw. des Bewerbers muss die folgenden Unterlagen enthalten:
- formloses Antragsschreiben
- Lebenslauf
- Angaben zur persönlichen Motivation zum Beruf in Bezug auf den Islamischen Religionsunterricht in einem gesonderten Schreiben
- Hochschulzeugnis(se), ggf. Zertifikate
- Bescheinigung einer Moscheegemeinde über die Teilnahme am Gemeindeleben

#### Moscheegemeinde
Bei den hier erwähnten Moscheegemeinden handelt es sich um diejenigen, die im Koordinationsrat der Muslime organisiert sind. Andere Moscheegemeinden können vom Beirat anerkannt werden. Ebenso entscheidet der Beirat in den Fällen, in denen keine Bescheinigung beigebracht werden kann.